# シティ島 (ニューヨーク州)

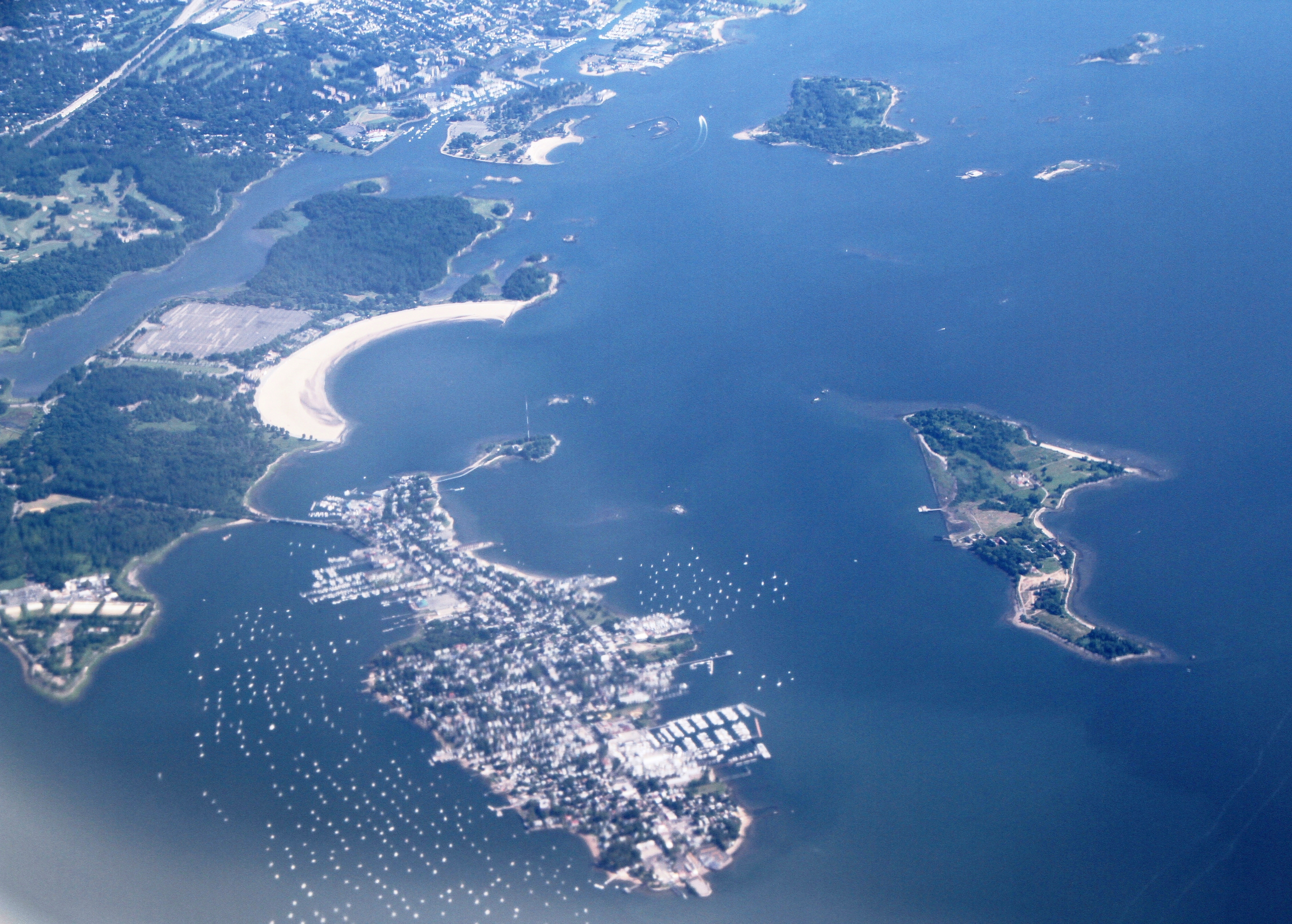
シティ島（中央下）とハート島（右）

シティ島（英: City Island）は、ロングアイランド湾西端部にある、長さ約1.5マイル (2.4 km) の島。面積は1.023 km2。アメリカ合衆国ニューヨーク州ニューヨーク市のブロンクス区に属する。かつてはウエストチェスター郡のペラムに属していた。2010年の国勢調査によれば人口は4362人である。島はペラム湾の南、イーストチェスター湾の東に位置し、東にはハート島、北東には小さな島ハイ島がある。本土との間はシティ島橋で結ばれており、ハイ島との間にも橋が架けられている。